# Joseph Palmer II
Joseph Palmer II (* 16. Juni 1914 in Detroit, Michigan; † 15. August 1994 in Bethesda, Maryland) war ein US-amerikanischer Diplomat, der unter anderem zwischen 1960 und 1964 Botschafter der Vereinigten Staaten in Nigeria, von 1964 bis 1966 Generaldirektor des United States Foreign Service, zwischen 1966 und 1969 Assistant Secretary of State for African Affairs sowie zuletzt von 1969 bis 1972 Botschafter in Libyen war.

## Leben

### Studium, Beginn der diplomatischen Laufbahn und Botschafter
Palmer absolvierte nach seiner schulischen Ausbildung in Boston ein grundständiges Studium an der Harvard University, das er 1937 abschloss. Im Anschluss war er Student an der School of Foreign Service der Georgetown University und trat 1939 in den auswärtigen Dienst des US-Außenministeriums. Er fand seine erste Verwendung in Afrika, als er zwischen 1941 und 1945 als Konsularbeamter am Konsulat in Nairobi tätig war. Im Anschluss fungierte er von 1945 bis 1949 als stellvertretender Leiter des Sachgebiets Afrika im Außenministerium. Nach späteren Verwendungen an der Botschaft im Vereinigten Königreich Anfang der 1950er Jahre, war er zwischen 1958 und 1960 an der Botschaft im damaligen Südrhodesien, dem heutigen Simbabwe, tätig.
Nachdem im Rahmen des sogenannten „Afrikanischen Jahres“ 1960 zahlreiche afrikanische Staaten ihre Unabhängigkeit von den bisherigen Kolonialmächten erhielten, wurde Palmer während einer Sitzungspause des US-Senats am 23. September 1960 zum ersten US-Botschafter in Nigeria ernannt, das am 1. Oktober 1960 seine Unabhängigkeit vom Vereinigten Königreich erhielt. Er übergab am 4. Oktober 1960 formell seine Akkreditierung, die am 6. Februar 1961 vom Senat bestätigt wurde. Nachdem Nigeria am 1. Oktober 1963 unter Nnamdi Azikiwe als Staatspräsident und Abubakar Tafawa Balewa als Ministerpräsident Republik wurde, übergab er am 12. Dezember 1963 ein neues Akkreditierungsschreiben und verblieb bis zum 26. Januar 1964 als Botschafter in Nigeria.

### Director General of the Foreign ServiceundAssistant Secretary of State
Nach seiner Rückkehr in die USA übernahm Palmer am 16. Februar 1964 von Tyler Thompson den Posten als Director General of the Foreign Service. In dieser Funktion war er bis zum 10. April 1966 Generaldirektor des Auswärtigen Dienstes und damit zuständig für die personelle Ausstattung der Auslandsvertretungen. Er selbst wurde am 11. April 1966 Nachfolger von G. Mennen Williams als Assistant Secretary of State for African Affairs und als solcher Leiter des Afrika-Referats (Bureau of African Affairs). Er übte dieses Amt bis zum 7. Juli 1969 aus und wurde am 17. Juli 1969 von David D. Newsom abgelöst, der zuvor Botschafter in Libyen war. 
Daraufhin übernahm Palmer, der für seine beruflichen Verdienste mit dem Distinguished Honor Award des Außenministeriums ausgezeichnet wurde, wiederum am 9. Oktober 1969 von Newsom den Posten als Botschafter in Libyen.  Fünf Wochen vor seinem Amtsantritt als Botschafter in Libyen war König Idris am 1. September 1969 durch einen Militärputsch gestürzt worden, aus dem Muammar al-Gaddafi als neuer Machthaber als Führer der Revolution und Vorsitzender des Revolutionären Kommandorates hervorging. Zu dieser Zeit betrieb die USA einen großen Luftwaffenstützpunkt in Libyen und auch zahlreiche US-Erdölgesellschaften unternahmen große Investitionen dort. Als Botschafter half er bei der ordnungsgemäßen Schließung des Stützpunktes der US Air Force, während er andererseits die US-amerikanischen Wirtschaftsinteressen schützte. Er verblieb auf diesem diplomatischen Posten bis zum 7. November 1972, als er wegen der zunehmend antiamerikanischen Haltung al-Gaddafis und dessen Unterstützung des internationalen Terrorismus abberufen wurde.
Nach seinem darauf folgenden Eintritt in den Ruhestand war Palmer zeitweilig unter anderem Berater für internationale Beziehungen am Seven Springs Center in Mount Kisco, Direktor des Rates des Auslandsstudentendienstes, Schriftführer und Schatzmeister der Interessenvertretung der Mitarbeiter des diplomatischen Dienstes AFSA (American Foreign Service Association), Vorsitzender des Herausgebergremiums der Fachzeitschrift Foreign Service Journal sowie Mitglied der Pensionsvereinigung ehemaliger Diplomaten und Konsularbeamten DACOR (Diplomatic and Consular Officers Retired).
Aus Palmers 1941 geschlossener Ehe mit Margaret Jones Palmer gingen die Tochter Heather Palmer Jafari sowie die beiden Söhne Joseph Woodbury Palmer und Thomas Jones Palmer hervor. Palmer verstarb an den Folgen eines Schlaganfalls.